# Litewka

Preußische Landwehr mit Litewka

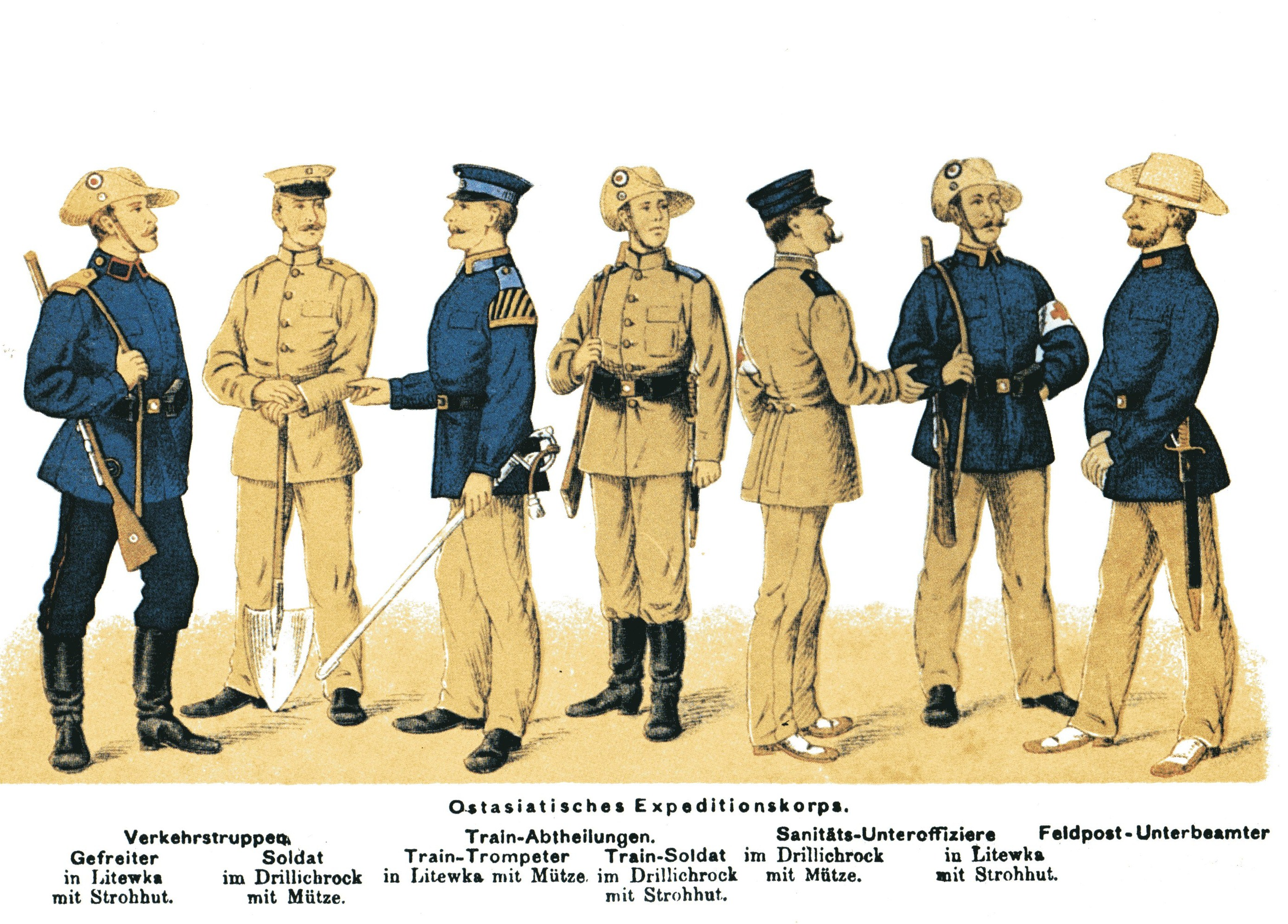
Angehörige des Ostasiatischen Expeditionskorps um 1901 in Litewken und khakifarbenen Drillichröcken

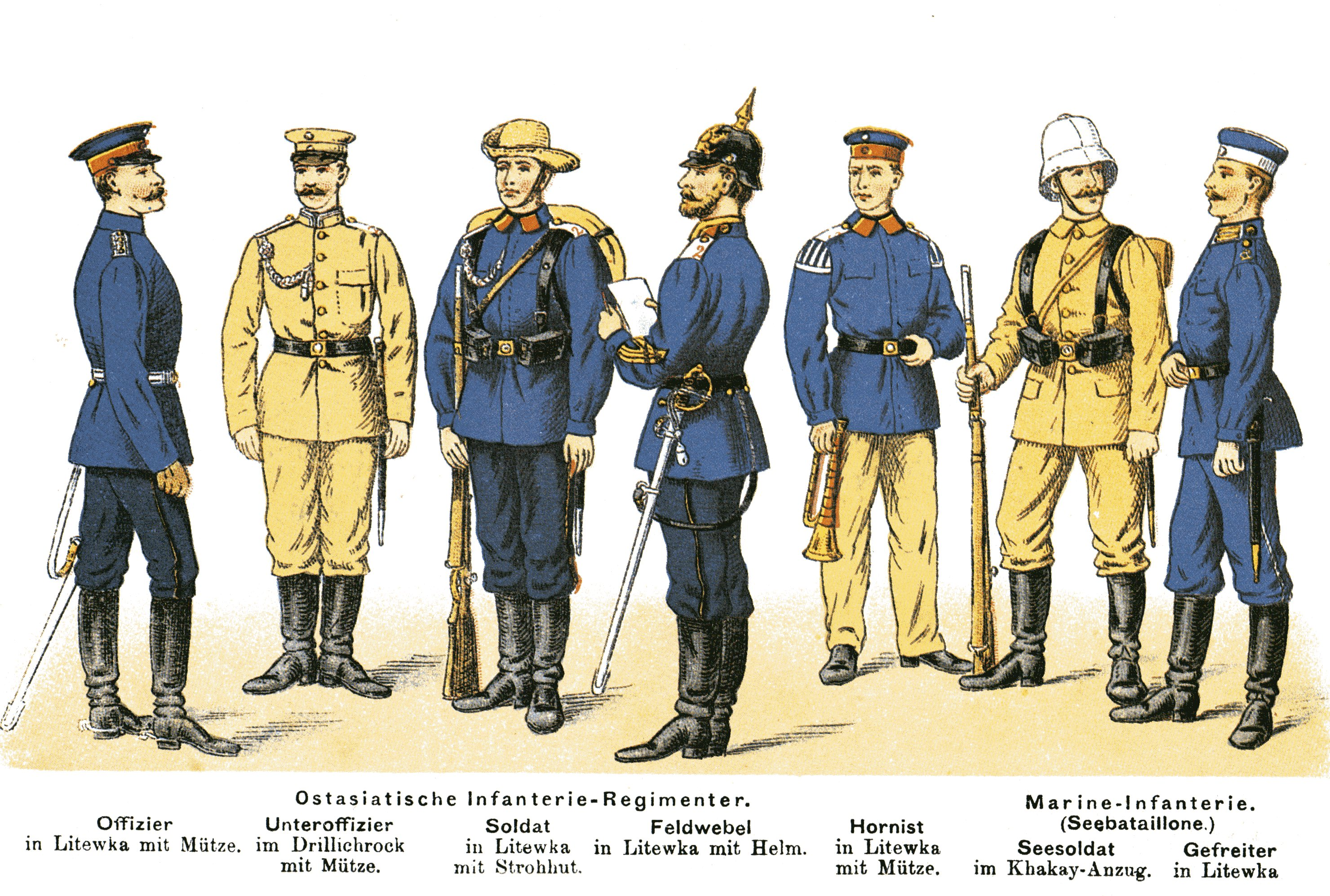
Angehörige des Ostasiatischen Expeditionskorps und der Marineinfanterie in verschiedenen Uniformierungen um 1901

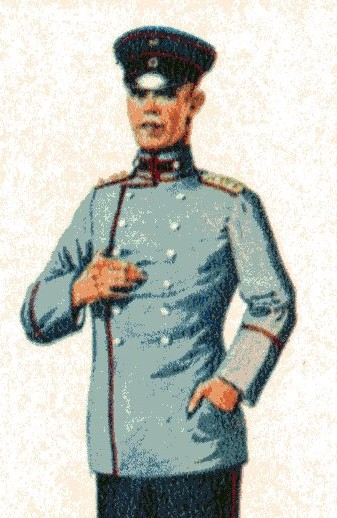
Preußischer Hauptmann in Litewka um 1910

Die Litewka (Polnisch: die Litauerin) ist eine zweireihige, waffenrockartige Uniformjacke.

## Preußen
Sie wurde in Preußen erstmals 1807 von den Angehörigen des Freikorps des Majors Friedrich August Ludwig von der Marwitz getragen. 1813 wurde sie für weite Teile der preußischen Landwehr eingeführt. Während sie dort meist nur von den Mannschaften getragen wurde, während die Offiziere in der Regel das Kolett der Linientruppen bevorzugten, wurde nach Angleichung der Landwehruniform an die Linientruppen die Litewka bei den Offizieren des ganzen Heeres als Interimsuniform beliebt.
Die Litewka hatte oft lange Schöße und konnte entweder geknöpft oder mit verdeckten Haken und Ösen geschlossen werden.
Die Bezeichnung des beliebten Uniformstücks hielt sich in der preußischen Armee auch über den Zeitpunkt seiner Abschaffung hinaus. So findet sich in Erzählungen und Anekdoten aus der Zeit zwischen 1870 und 1914, aber auch noch in der aus dem Ersten Weltkrieg hervorgehenden Literatur immer wieder dieser Begriff als Bezeichnung für leichte Überröcke.
Ab 1893 kamen Winkeltressen zur Kennzeichnung von Mannschafts- und Unteroffiziersdienstgraden in Gebrauch. Statt der üblichen Dienstgradabzeichen wurden auf dem linken Oberarm der Litewka die nach oben offenen Winkel von Gefreiten und Unteroffiziersdienstgraden wie folgt getragen:

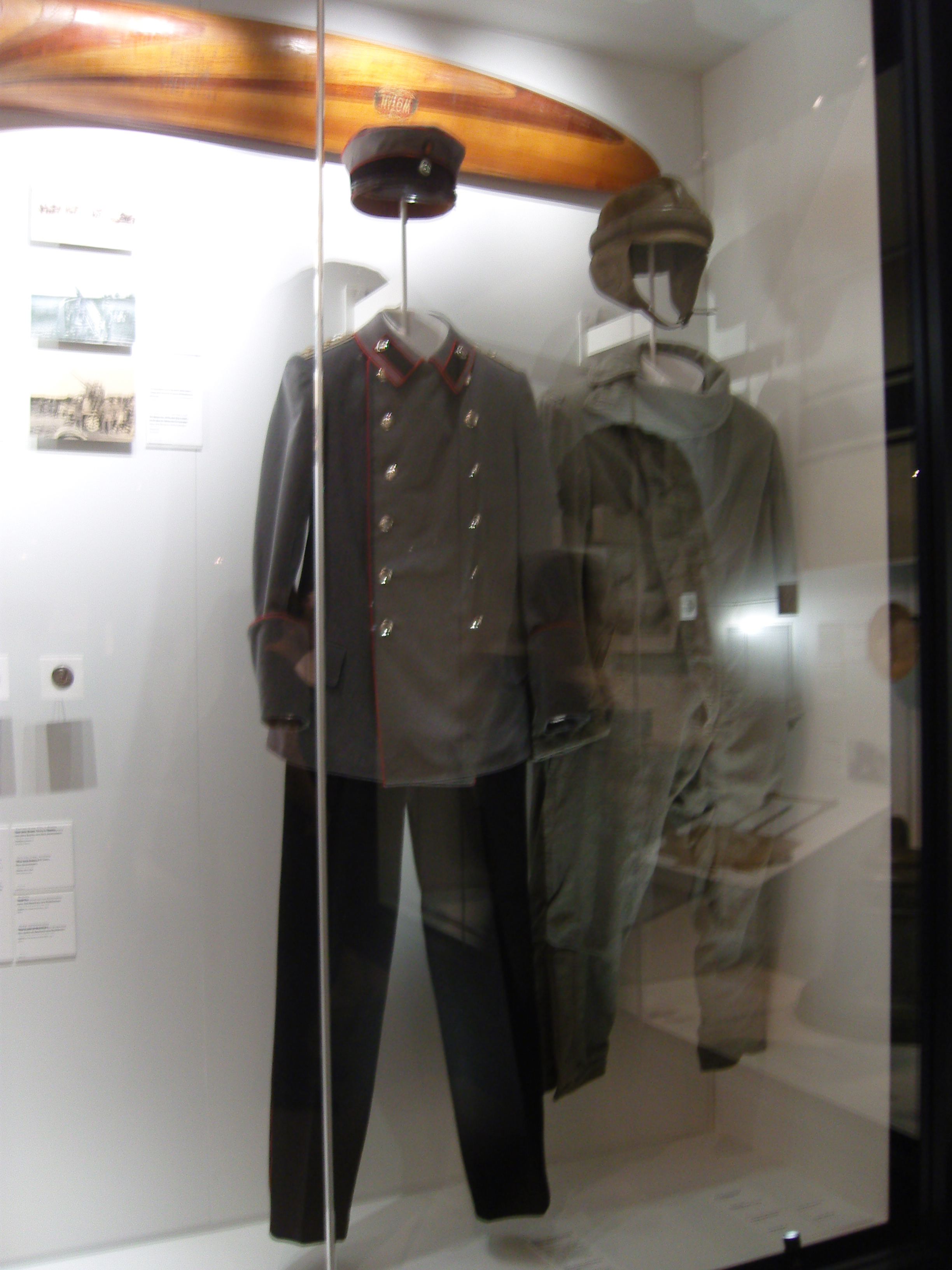
Litewka des Piloten Max Immelmann

Gefreiter: ein Tuchwinkel;
Unteroffizier: ein Metalltressenwinkel;
Sergeant: zwei Winkeltressen, wobei die äußere ein Metalltressenwinkel, die innere ein Tuchwinkel war;
Vizefeldwebel: zwei Metallwinkeltressen;
Feldwebel: drei Metallwinkeltressen.

## Polizeien im Kaiserreich
Ab 1903 wurden Litewken auch in der preußischen Landgendarmerie getragen wie auch in anderen deutschen Gendarmerien, da sich der Waffenrock im normalen Dienst als unpraktisch erwiesen hatte. Weiterhin wurden Litewken auch von den Schutzmannschaften in Städten getragen. Nach einer hessischen Verordnung vom 23. November 1901 bestand diese aus dunkelblauer Serge, besaß einen Stehumfallkragen, sechs Hornknöpfe unter einer verdeckten Knopfleiste und sechs blind aufgenähte Hornknöpfe. Hinzu kamen Achselklappen und Vorstöße in indigoblau, zwei Schoßtaschen und Dienstnummern.

## Kolonialtruppen
Verschiedenfarbige Litewken z. B. in blau, grau und khaki kamen ab ca. 1900 auch in den Schutztruppen, dem Ostasiatischen Expeditionskorps in China anlässlich des Boxeraufstands sowie bei der Marineinfanterie zum Einsatz.

## Andere Verwendungen
Noch heute wird im Rheinischen Karneval das uniformähnliche Gesellschafts-Jacket der Karnevalsgesellschaften als Litewka bezeichnet. Manche Gesellschaften tragen Dienstgradabzeichen als Schulterstücke, andere tragen sie als Symbole auf dem Revers.

## Literatur

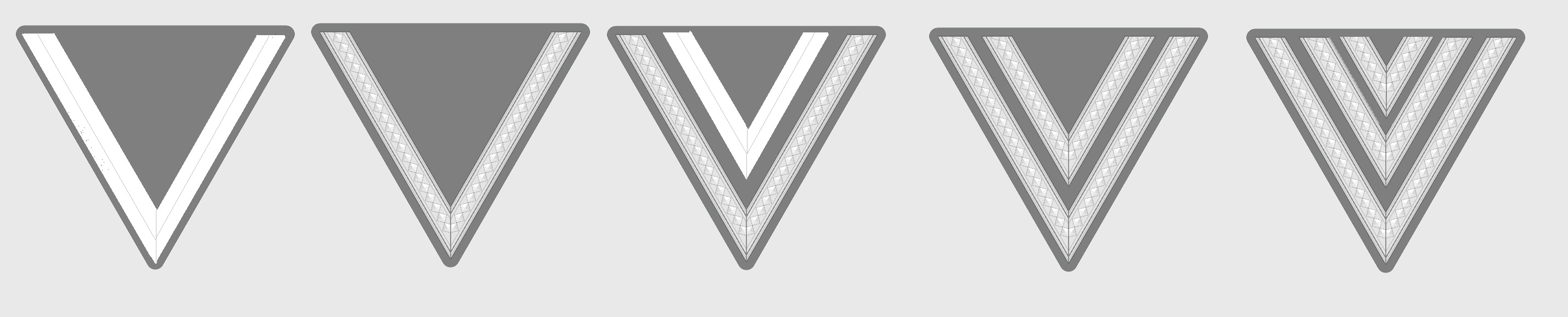
Litewka Dienstgrade